# 巴比涅 (舊西尼亞瓦區)
49°38′32″N 27°30′35″E / 49.64222°N 27.50972°E
巴比內（烏克蘭語：Бабине）是位於烏克蘭西部的村莊，由赫梅利尼茨基州裡赫梅利尼茨基區的舊西尼亞瓦市鎮負責管轄。該村始建於1777年，面積3.01平方公里，2001年人口695，人口密度每平方公里230.6人。